# Roberto Dinamite
Roberto Dinamite, eigentlich Carlos Roberto de Oliveira (* 13. April 1954 in Duque de Caxias; † 8. Januar 2023 in Rio de Janeiro), war ein brasilianischer Fußballspieler und Politiker. Als Fußballer war er einer der herausragenden Spieler von Vasco da Gama und der erfolgreichste Torschütze des Klubs. Insgesamt erzielte er in 1022 Spielen 744 Tore, davon 698 für Vasco. Von 1995 bis 2015 hatte er einen Sitz im Parlament des Bundesstaates Rio de Janeiro. 2008 wurde er zum Präsidenten von Vasco da Gama gewählt.
Seinen Spitznamen „Dinamite“ erhielt er im November 1971, nachdem der 17-jährige Stürmer bei einem Spiel im Maracanã-Stadion ein herrliches Tor erzielt hatte. Das Jornal dos Sports schrieb damals: „Der Dynamit-Junge detonierte im Maracanã“.

## Karriere
Der Mittelstürmer begann seine Karriere in der Nachwuchsmannschaft von Vasco da Gama. Von 1970 bis 1979 spielte er für seinen Stammklub, ehe er vom FC Barcelona verpflichtet wurde. Er konnte sich in Spanien allerdings nicht anpassen und kehrte wieder zu Vasco zurück, wo er von 1980 bis 1989 im Einsatz war. 1989 und 1990 wurde er an Portuguesa aus dem Bundesstaat São Paulo verliehen. Er absolvierte 1990 noch einige Spiele für Vasco, spielte 1991 für den Campo Grande AC und ließ seine Karriere 1992 und 1993 bei Vasco ausklingen.
Sein letztes Tor erzielte Roberto Dinamite am 26. Oktober 1992 bei einem 2:0-Sieg Vascos gegen Goytacaz FC. Am 24. März 1993 erklärte er knapp 39-jährig seinen Rücktritt vom aktiven Fußball. Das Freundschaftsspiel gegen Deportivo La Coruña im Maracanã-Stadion an diesem Tag war das letzte Spiel seiner Laufbahn.
Nach seiner Fußballerkarriere schloss sich Roberto Dinamite den Sozialdemokraten an und wurde in den Stadtrat von Rio de Janeiro gewählt. 1994 war er Abgeordneter im Bundesstaat Rio de Janeiro. Er wurde erstmals 1998 wiedergewählt. 2002 und 2006 erfolgte seine Wiederwahl als Mitglied der populistischen PMDB.
Nachdem er 2003 und 2006 vergeblich für die Präsidentschaft von CR Vasco da Gama kandidiert hatte, wurde Dinamite 2008 schließlich zum Vereinspräsidenten gewählt.
Roberto Dinamite starb am 8. Januar 2023 im Alter von 68 Jahren in Rio de Janeiro an den Folgen von Darmkrebs.

## Nationalmannschaft
Roberto Dinamite absolvierte 53 Länderspiele mit der brasilianischen Nationalmannschaft und schoss dabei 26 Tore. Bei der Weltmeisterschaft 1978 erzielte er drei Treffer.
Bei der Copa América 1983 wurde er neben Jorge Luis Burruchaga (Argentinien) und Carlos Aguilera (Uruguay) mit drei Treffern Torschützenkönig. Bei der WM 1982 war er Ersatz für Serginho Chulapa. Er wurde vom Teamchef Telê Santana einberufen, nachdem sich Careca verletzt hatte.

## Erfolge
- Meister von Brasilien: 1974
- Staatsmeisterschaft von Rio de Janeiro: 1977, 1982, 1987, 1988, 1992
- Taça Guanabara: 1976, 1977, 1986, 1987, 1990, 1992
- Taça Rio: 1984, 1988, 1992
- Vize bei der Copa América 1983

Auszeichnungen
- Brasilianischer Torschützenkönig: 1974, 1984
- Bola de Prata: 1979, 1981, 1984